# Оно, Макико
Макико Оно (яп. 小野 真紀子; род. 16 марта 1960) — японская бизнесвумен. Представительный директор, президент и Chief Executive Officer (CEO) компании Suntory Beverage & Food с 2023 года, второй по объёму продаж компании по производству  безалкогольных напитков в Японии после Coca-Cola, которая является частью конгломерата Suntory, наиболее известного производством бурбона Jim Beam и Maker’s Mark. Первая женщина-CEO котирующейся на бирже японской компании с капиталом более 1 трлн японских иен (5 млрд долларов США).

## Биография
Родилась 16 марта 1960 года.
В марте 1982 года окончила Токийский университет иностранных языков. В университете она изучала португальский язык, на что её вдохновила любовь к бразильской музыке босанова.
После окончания университета в апреле 1982 года устроилась в компанию Suntory. По воспоминаниям Оно сотрудницы должны были подавать чай в офисе в 1980-х годах, когда она только начинала.
В апреле 2009 году назначена старшим генеральным менеджером международного подразделения спиртных напитков компании Suntory Liquors (в настоящее время — Suntory Spirits), в апреле 2010 года — исполнительным директором компании и заместителем chief operating officer международного подразделения спиртных напитков. В январе 2011 года назначена старшим генеральным менеджером лондонского филиала Suntory Holdings. В апреле 2013 года назначена исполнительным директором компании Suntory Beverage & Food и заместителем chief operating officer международного подразделения компании. В апреле 2014 года назначена старшим генеральным менеджером отдела корпоративного планирования и старшим генеральным менеджером отдела корпоративного развития компании. В сентябре 2015 года назначена старшим генеральным менеджером отдела кадров компании Suntory Holdings. В апреле 2016 года назначена исполнительным директором компании, chief operating officer отдела развития человеческих ресурсов и старшим генеральным директором отдела кадров компании. В апреле 2017 года назначена управляющим (исполнительным) директором компании Suntory Beverage & Food, заместителем chief operating officer отдела делового администрирования и старшим генеральным менеджером отдела корпоративных коммуникаций компании. В апреле 2019 года назначена заместителем chief operating officer отдела корпоративного управления и старшим генеральным менеджером отдела кадров, отвечающим за юридический отдел и отдел управления рисками компании. В январе 2020 года назначена CEO компании Orangina Suntory France (в настоящее время — Suntory Beverage & Food France). В январе 2022 года назначена управляющим (исполнительным) директором компании Suntory Holdings и chief operating officer отдела управления устойчивым развитием компании.
Большую часть своей карьеры занималась зарубежными приобретениями и одной из немногих (первой в Suntory Beverage & Food) женщин, работающих в компании за границей. Курировала европейские сделки, включая приобретение французского бренда газированных напитков Orangina, а также британских брендов Lucozade и Ribena. Зарубежный опыт сыграл ключевую роль в её карьерном росте.
В марте 2023 года, в возрасте 63 лет сменила Кадзухиро Сайто (斎藤 和弘) и стала президентом и Chief Executive Officer компании Suntory Beverage & Food. Стала первой женщиной-CEO зарегистрированной на бирже японской компании с рыночной капитализацией более 1 трлн японских иен (5 млрд долларов США). Назначение Оно некоторые аналитики считают признаком перемен в отрасли, связанной с напитками и алкоголем, где традиционно доминируют мужчины. Доля женщин на управляющих должностях в компании Suntory Beverage & Food в настоящее время составляет 6,8 %, в материнской компании Suntory — 13 %. Suntory Beverage & Food с капиталом около 10,4 млрд долларов США является самой крупной компанией под руководством женщины в Японии, где менее 1 % крупнейших компаний, котирующихся на бирже, имеют женщину на посту CEO. Женщины занимают лишь 8 % мест в советах директоров японских публичных компаний по сравнению с 26 % в США и 45 % во Франции. Согласно докладу о глобальном гендерном разрыве 2022 года Всемирного экономического форума (ВЭФ) Япония заняла 116 место из 146 стран.
После назначения Оно четверо из девяти членов совета директоров компании Suntory Beverage & Food — женщины. Suntory стремится к тому, чтобы к 2030 году 30 % менеджеров были женщинами, по сравнению с 13 % в 2023 году.
Журнал Time опубликовал список 12 женщин 2023 года, которые работают над созданием более равноправного мира. В него попала Макико Оно.

## Личная жизнь
Не замужем, не имеет детей.